# Oecleus addenda
Oecleus addenda är en insektsart som beskrevs av Fowler 1904. Oecleus addenda ingår i släktet Oecleus och familjen kilstritar.
Artens utbredningsområde är Guatemala. Inga underarter finns listade i Catalogue of Life.